# Torneo WTA de Lyon
El Torneo de Lyon (oficialmente Open 6e Sens Métropole de Lyon) es un torneo de tenis profesional femenino, celebrado en Lyon, Francia. Este es un evento de nivel WTA 250 y se juega en cancha dura bajo techo. El torneo empezó a disputarse a partir del 2020 y se lleva a cabo en el Palais des Sports de Gerland.

## Resultados

### Individual
| Año  | Campeona     | Finalista          | Resultado     |
| ---- | ------------ | ------------------ | ------------- |
| 2020 | Sofia Kenin  | Anna-Lena Friedsam | 6-2, 4-6, 6-4 |
| 2021 | Clara Tauson | Viktorija Golubic  | 6-4, 6-1      |
| 2022 | Shuai Zhang  | Dayana Yastremska  | 3-6, 6-3, 6-4 |
| 2023 | Alycia Parks | Caroline Garcia    | 7-6(7), 7-5   |

### Dobles
| Año  | Campeonas                        | Finalistas                      | Resultado        |
| ---- | -------------------------------- | ------------------------------- | ---------------- |
| 2020 | Laura Ioana Paar Julia Wachaczyk | Lesley Kerkhove Bibiane Schoofs | 7-5, 6-4         |
| 2021 | Viktória Kužmová Arantxa Rus     | Eugénie Bouchard Olga Danilović | 3-6, 7-5, [10-7] |
| 2022 | Laura Siegemund Vera Zvonareva   | Alicia Barnett Olivia Nicholls  | 7-5, 6-1         |
| 2023 | Cristina Bucșa Bibiane Schoofs   | Olga Danilović Alexandra Panova | 7-6(5), 6-3      |